# 琉神マブヤー1972レジェンド
『琉神マブヤー1972レジェンド』（りゅうじんマブヤー1972レジェンド）は、沖縄ローカル特撮番組、『琉神マブヤー』シリーズの一つ。琉球放送で2012年10月6日から12月29日まで放送された。全13回。

## 概要
2012年で沖縄が本土復帰40周年となることにちなみ、1972年を舞台とした作品。第1作から『4』は本作以後の話となる。

### 沖縄以外での放送
2012年10月6日からTOKYO MXで毎週土曜日18時30分 - 19時に放送。ただし、10月27日、11月17日、12月1日、12月29日はそれぞれ特番編成のため遅れて放送した。
2014年2月20日からサンテレビで毎週月 - 金曜日7時00分 - 7時30分に放送。

## あらすじ
舞台は1972年、アメリカ統治下の沖縄県コザ市（現在の沖縄市）。この時代のマブヤーは料理人の朝基、ガナシーはバンドマンの盛仁。彼らは、この沖縄の激変の時代に、マブイ石（マブイストーン）をめぐって、悪の軍団マジムンに加え、アメリカから襲来した謎の敵キングウルフたちと三つ巴の闘いを展開する。

## 登場キャラクター
朝基（ちょうき）
本作品の主人公。当世における「琉神マブヤー」。
第一話において、マジムンたちに捕まって鍋で煮られる寸前のクイナの必死の叫びによって呼び出されたマブヤーのマブイに身体に入られ、無理やりマブヤーにされてしまう。
元々は「コーヒーシャープ」に入りびたる単なる暇な遊び人だったが、オバーに無理やりバイト勤めを勧められ、「コーヒーシャープ」のメインコック（とはいえ、料理をするのは彼一人）となる。
お調子者の楽天家で、絵に描いたような極楽トンボ。マブヤーとしての使命感もいささか薄く、使命よりもさおりとのデートを優先したために、マブヤーのマブイを取り上げられ、一時的に変身能力を失ったほど（第十一話）。
しかし、ウチナーを大事に思う心は誰にも負けないほどに強い。また盛仁と同じく、アメリカ文化とウチナー古来の文化との良き融合を夢見るなど、新時代にふさわしい柔軟さをも持つ。
成り行きで始めたコックという仕事に生き甲斐を感じるようになり、最終回では盛仁と共にアメリカに渡航し、料理人としての腕を磨く修行の旅に出た。
父親を知らず、5歳で母親と死別した天涯孤独の身の上。
一旦喧嘩沙汰になると相手を必要以上に攻撃する悪癖を持っていたが（第一話・第二話）、回が進むごとに改善された模様。
七三になでつけたヘアスタイルが特徴で、ティアドロップ型のサングラスをよくかけている。また、「CHOUKI」とアップリケの施されたエプロンを愛用する。
最終回において、『琉神マブヤー3』の登場人物にして本作品の案内役でもあるオジーこそが、現在の彼の姿であるような描写がなされているが、作中では明確に言及されてはいない。なお、『琉神マブヤー5』で彼だと明言された。
「マブイ石」改め「マブイストーン」の命名者である。
琉神マブヤー
ニライカナイから遣わされ、ウチナーを守護すべく戦う、太陽（ティーダ）の力を宿した魂の戦士。
本作品開始時点では『琉神マブヤー2』『琉神マブヤー3』で披露した多彩な技はまだ持っておらず、徒手空拳による接近格闘戦のみが戦闘能力の全てだったが、作中で以下の必殺技を開発し、戦闘に使用することが可能となった。
- ティーダ・ヤーチュー

右手で指笛を吹き鳴らし、その形から腕を左方向に振り抜くことで、右手の掌中に黄金色の光弾を作り出し、それを敵に向かって投射する技。
この光弾は純粋エネルギーでありながら質量を持ち、実体弾として作用する。また、太陽の力によって6000度もの高熱を帯びており、それと運動エネルギーによる衝撃をもって対象を攻撃・破壊する。
当初は使用できなかったが、物語中盤においてガナシーに教えを受けることで使用可能となった。
作中ではもっぱら質量弾として使用された。これをマジムンたちに投げつけると、彼らがまとめて空の彼方に吹き飛ばされ、その際に（持っていれば）マブイストーンを落としていく。
片手のみでなく、ガナシーのカンナイ・ヤーチューと同じく、両手で同時に2発生成・投射することも可能。最終回ではこれを用いて、ハブクラーゲンとキングウルフの戦いを止めさせた。
- スーパー・メーゴーサー

気合を込めることで右手の掌中に緑色の光弾を作り出し、これを拳撃に乗せて、または投射して敵に叩き込む技。
オバーの強烈過ぎるメーゴーサー（げんこつ）をヒントに、朝基が編み出した必殺技。
最終回にて、巨大化したキングウルフを静めるために用いた。
盛仁（せいじん）
当世の「龍神ガナシー」。
第1話以前にガナシーとなったらしく、クーバーを叩きのめすマブヤーを止めるシーンが、ガナシーとしての初登場である。ガナシーとなった際の描写は、作中では描かれていない。
普段は朝基同様の軽い遊び人風。しかし実は、当時の沖縄でも珍しい、アメリカンスタイルのロックミュージシャン。
ガナシーに選ばれるだけあり、ウチナーを大事に思う心は誰よりも強い。そもそも、彼がロックミュージシャンをしている理由は、単に「ロックにかぶれた」というだけでなく、それを沖縄の文化に取り入れることで、ウチナー文化とアメリカ文化を融合させ、さらなる高次元のものへと昇華させる、との彼なりの理想を達成せんがための一手段に過ぎない。それを証明するためか否か、彼の所属しているバンドは、彼以外全てアメリカ人で構成されている。
ゆえに、ガナシーとしての使命感は非常に強く、朝基とは正反対に、使命に対して生真面目でストイックな一面を持つ。そのため、当初は朝基との仲はあまりよくはなかったが、回が進むに連れて、戦友として親友として、いい関係を築けるようになっていく。
最終回において、朝基と共にアメリカに渡航し、ロックミュージシャンとしての腕と魂を高めるための修行の旅に出た。
チューリップハットがトレードマーク。また、オーバーオールを好んで着用する。
バンドでのパートは、彼らしく三線。
龍神ガナシー
マブヤーと同じくニライカナイから遣わされた、ウチナーの守護戦士。水龍の化身であり、雷（カンナイ）の力を宿した魂の戦士。
- カンナイ・ヤーチュー

両手で指笛を吹き鳴らし、その形から腕をそれぞれ左右方向に交差させるように振り抜くことで、両手の掌中に蒼く輝く光弾を作り出し、それを敵に向かって同時に投射する技。
ティーダ・ヤーチューと同じく実体弾として作用する他、雷の力による強烈な電気エネルギーを帯びており、その高圧電流および運動エネルギーによる衝撃によって、対象を攻撃・破壊する。
作中ではやはり質量弾として使用されていた。「お約束」もティーダ・ヤーチュー同様。
最終回では巨大化したキングウルフを止めるためにこれを2発同時に撃ち込んだが、甲斐なく無効化されてしまった。
クイナ
森の大主から遣わされた、ニライカナイの戦士・マブヤーとガナシーの導き手で、ヤンバルクイナの化身。
第一話において、偶然邂逅したヒメハブデービルに「美味しそう」と思われたせいで、使命とは関係なくマジムンたち全員に追い回される羽目に陥る。
その際たまたま助けてもらった朝基を続けて頼った結果、彼をマブヤーとしてしまった。
以降、彼とガナシー＝盛仁の導き手となり、彼らの助言役として戦うこととなった。
朝基と盛仁、それにマジムンたちの目には、鳥のような扮装をした少女の姿に見えるが、その他の者には「鳥のミニチュア」にしか見えず、また彼女の声も彼らにしか聞こえない。「コーヒーシャープ」ではこれを逆用して、鳥の置物に扮している。
最初に助けられたせいか朝基＝マブヤーに懐いており、変身しているいないにかかわらず、彼を「マブヤー」と呼ぶ。
元がヤンバルクイナなだけに本来飛行能力はないが、最終回では「今なら飛べる気がする!」と言い放った末に気合で飛行してみせ、マブヤーを背中に乗せて戦局を好転させるきっかけを作った。
ハブクラーゲン
オニヒトデービル
ヒメハブデービル
マングーチュ
クーバー1号
クーバー2号
コーリンオジー
オバー
ローラーガール
森の大主（もりのうふぬし）
キングウルフ
Pボックス
ラブリーラビー1号
ラブリーラビー2号
語り／オジー
ニライ（13）
カナイ（13）

## キャスト
- 朝基 - 與座和志
- 盛仁 - 高江洲良
- クイナ - 棚原里帆
- 琉神マブヤー／ニライ（13） - 翁長大輔
- 龍神ガナシー／カナイ（13） - 末吉功治
- ハブクラーゲン - 与那嶺圭一
- オニヒトデービル - 翁長武義
- ヒメハブデービル - 浦崎明香理
- マングーチュ - 椎名ユリア
- クーバー1号 - 町田達彦
- クーバー2号 - 比嘉健雄
- コーリンオジー - 仲本興次
- オバー - 吉田妙子
- ローラーガール - ルシア
- 森の大主 - ヒゲのカッチャン
- キングウルフ - 吉田智人[5]
- キングウルフの声 - 渡嘉敷三男
- Pボックスの声 - ともだよしひと
- ラブリーラビー1号 - 屋良みゆき
- ラブリーラビー2号 - クリーク・ユリア
- チャック（盛仁のバンドメンバー） - ウィリアム・キャッセル
- ジョニー（盛仁のバンドメンバー） - ジョナサン・E・ラスムッセン
- マジムンアナウンサー - 片野達朗
- 語り／オジー（13） - 普久原明

## ゲスト
- 紙芝居のおじさん - 玉城満（5）
- ギルー - wi-fi町田（5）
- 少年時代の盛仁 - 比嘉翔之介（5）
- さおり - エリサ（8,11）
- るみこ - 松田亜利沙（8）
- 具志堅用高 - 具志堅用高（10）
- あさこ（朝基の母） - 小嶺和佳子（11）
- 紫（店の客） - 紫 (MURASAKI)（11）

## スタッフ
- エグゼクティブプロデューサー：
- プロデューサー：古谷野裕一
- 脚本：平良泉一
- 演出：
- 演出助手：
- 撮影：
- 録音：
- 撮影助手：
- ヘアメイク・スタイリスト：
- ヘアメイク協力：
- 美術：
- 製作進行：
- 編集：
- 3DCG・デジタル合成：
- 音楽：上地正昭
- 効果音・舞台音響：
- 企画協力：
- 製作・著作：マブヤープロジェクト
- 発売元：株式会社マブイストーン

## 関連楽曲

### オープニング
『琉神マブヤー1972レジェンド』
歌唱 - 紫 (MURASAKI)

## 放送リスト

### 琉球放送
| 回数     | タイトル                                                  | 放送日        |
| 第一話   | 〜本土復帰前のKOZAがデージなってる!の巻〜                 | 2012年10月6日 |
| 第二話   | 〜メーゴーサーのマブイ石がデージなってる!の巻〜           | 10月13日      |
| 第三話   | 〜ウチナーグチのマブイ石がデージなってる!〜（前編）       | 10月20日      |
| 第四話   | 〜ウチナーグチのマブイ石がデージなってる!〜（後編）       | 10月27日      |
| 第五話   | 〜越来のギルー登場でデージなってる!〜                     | 11月3日       |
| 第六話   | 〜てぃーあんだーのマブイストーンがデージなってる!〜       | 11月10日      |
| 第七話   | 〜島唄のマブイストーンがデージなってる!〜                 | 11月17日      |
| 第八話   | 〜毛アシビ―のマブイストーンがデージなってる!〜            | 11月24日      |
| 第九話   | 〜いちゃりばちょーでーのマブイストーンがデージなってる!〜 | 12月1日       |
| 第十話   | 〜夢（いみ）のマブイストーンがデージなってる!〜           | 12月8日       |
| 第十一話 | 〜チムググルのマブイストーンがデージなってる!〜           | 12月15日      |
| 第十二話 | 〜復帰を迎えたウチナーがデージなってる! 前編〜            | 12月22日      |
| 最終話   | 〜復帰を迎えたウチナーがデージなってる! 後編〜            | 12月29日      |